# Lampoh Lada
Lampoh Lada is een bestuurslaag in het regentschap Pidie van de provincie Atjeh, Indonesië. Lampoh Lada telt 421 inwoners (volkstelling 2010).